# Vila Borghese
Vila Borghese je ime parka v Rimu. Nastal je iz posestva plemiške družine Borghese. Najbolj znana atrakcija je Galerija Borghese, ki se nahaja v Casino nobile.

## Zgodovina
Na območju so štirje vhodi: Via Pinciana, Piazza H. Sienkiewicz, Piazzale Brasile in Piazzale Flaminio. Dostop do Casino, v kateri je umetniška zbirka Galerija Borghese, je na naslovu Piazzale Scipione Borghese 5.
Vila z obsežnim parkom (približno 5 km²) je bila poletna rezidenca rodbine Borghese. Posest je leta 1605 prevzel kardinal Scipione Borghese, nečak papeža Pavla V., domnevno tudi z zaplenjenim premoženjem družine Cenci.
Prvotno je območje vključevalo vinograde, vrtove, hleve in garaže, pa tudi živalski vrt z redkimi živalmi in rastlinami, ptičnico in vodne površine. V 17. stoletju je bil že znan po svojih zakladih starodavne umetnosti. Stavba Casino je bila zgrajena med letoma 1613 in 1616 pod vodstvom arhitektov Giovannija Vasanzija in Flaminia Ponzija.
V letih 1898/1899 je služila kot nastanitev za Papeško portugalsko šolo.
Vila je v državni lasti od leta 1901.
Vsako leto v mesecu maju na Piazza di Siena poteka mednarodni turnir v preskakovanju CSIO Rom.

## Galerija Borghese
Galerija, ena najbolj znanih in dragocenih zasebnih umetniških zbirk na svetu, sega v zbirateljske dejavnosti kardinala Scipione Borgheseja, ki je bil tudi graditelj stavbe Casino, v kateri je zbirka. Ohranjeno je malo prvotne notranje opreme in poslikav stavbe, vključno s freskami Claudea Derueta v kardinalovi zasebni kapeli. V stavbi je bila prvotno le kardinalova zbirka starin in skulptur, večina slik pa je bila obešena v mestni palači Borghese v Rimu. Leta 1682 je v muzej prišel del zapuščine k Olimpiji Aldobrandini, zadnji naslednici rimske veje prvotno florentinske družine Aldobrandini, vključno s slikami iz zbirke Lucrezije d'Este.
Zbirka je bila skoraj v celoti ohranjena do 19. stoletja, razen nekaj izgub, nastali pa so tudi dragoceni dodatki. Med poroko Camilla Borgheseja in Pauline Bonaparte, Napoleonove sestre, je prišlo do resnih izgub. Pod pritiskom Napoleona je moral vojvoda prodati številna umetniška dela, od katerih so nekatera danes med najpomembnejšimi v Louvru. Galerija je v Francijo izgubila skupno 154 kipov, 160 doprsnih kipov, 170 reliefov, 30 stebrov in več vaz. Leta 1827 je Camillo Borghese v Parizu pridobil Correggiovo Danae.
V začetku 19. stoletja je bil arheološki popis razširjen tako, da je vključeval izsledke izkopavanj, izvedenih na posestvih družine na pobudo Marcantona Borgheseja. Ustanovljen je bil tako imenovan kiparski Casino, ki vsebuje bogato zbirko starin, med katerimi so nekatere pomembne, med njimi sedeči kip Anakreonta, Bakha, Junone Pronuba, kip Tireosa, sedeči Pluton in kip Plešoči Silen.
V zbirki so dela Antonella da Messine, Bronzina, Caravaggia, Leonarda da Vincija, Rafaela, Guida Renija, Rubensa, Antonia Tempeste, Tiziana in Veroneseja ter skulpture Berninija in Canove.
- Antonello da Messina: Portret moža
- Giovanni Bellini: Madona
- Agnolo Bronzino: Janez Krstnik
- Caravaggio:
Deček s košaro sadja, 1593/1594
- Caravaggio:
David z glavo Golijata, 1605/1606
- Rafael:
Dama s samorogom
- Rafael: Pala Baglioni

## Vile v vrtovih
- Danes je Galerija Borghese v sami vili Borghese. Vrt Casino Borghese, ki ga je na vzponu nad vilo zgradil arhitekt Giovanni Vasanzio, je Camillo Borghese postavil za skulpture Berninija iz zbirke Borghese, vključno z njegovim Davidom in Dafne, ter slike Tiziana, Rafaela in Caravaggia
- Vila Giulia, ki meji na vrtove vile Borghese, je bila zgrajena v letih 1551 - 1555 kot poletna rezidenca papeža Julija III; zdaj je v njem etruščanski muzej (Museo Etrusco).
- V vili Medici je francoska akademija v Rimu, v Fortezzuoli pa gotska vrtna zgradba, v kateri je zbirka, ki spominja na akademskega sodobnega kiparja Pietra Canonica. V 1650-ih je Diego Velázquez naslikal več upodobitev vrtnega casinoja te vile, praznično osvetljenega ponoči. Pred elektriko so takšne osvetlitve z baklami ponujale vznemirjenje, ki si ga je danes težko zamisliti.
- Druge vile, raztresene po vrtovih vile Borghese, so ostanki svetovne razstave v Rimu leta 1911.
  - Galleria Nazionale d'Arte Moderna, ki se nahaja v njeni okolici, ima zbirko slik 19. in 20. stoletja, ki poudarjajo italijanske umetnike.
  - Arhitekturno najpomembnejši izmed razstavnih paviljonov iz leta 1911 je angleški paviljon, ki ga je zasnoval sir Edwin Lutyens (kasneje je deloval v New Delhiju), v katerem je danes Britanska šola v Rimu

## Druge zanimivosti
- Vrtovi vile se nahajajo v enem od Respighijevih Pini di Roma.
- Vrt vsebuje kopijo Shakespearejevega Globe Theatre, zgrajenega leta 2003.
- Poleg vil iz razstave 1911 sta razstavni živalski vrt, nedavno prenovljen, z minimalno kletko, kot Bioparco, in zoološki muzej (Museo di Zoologia).
- Leta 1873 je bil na vrtovih zgrajen hidrokronometer po zasnovi Gian Battista Embriaca, O.P. iz leta 1867 [1] izumitelja in profesorja rimskega kolegija svetega Tomaža, kot posnemanje tistega na kolegiju svetega Tomaža. Druga različica stoji na vrtovih griča Pincian. Embriaco je na pariški univerzalni razstavi leta 1867 predstavil dva prototipa svojega izuma, kjer je prejel nagrado in veliko priznanje.[2]

## Galerija
- Vodna ura
- Privezan helijev balon
- Spomenik Alpinom
- Galleria Nazionale d'Arte Moderna
- Spomenik Ahmedu Shawqiju
- Silvano Toti Globe Theatre